# 訃報 1989年6月
訃報 1989年6月（ふほう 1989ねん6がつ）では、1989年（平成元年）6月中に物故した、又は物故が報じられた人物についてまとめる。

## （1日 - 15日）

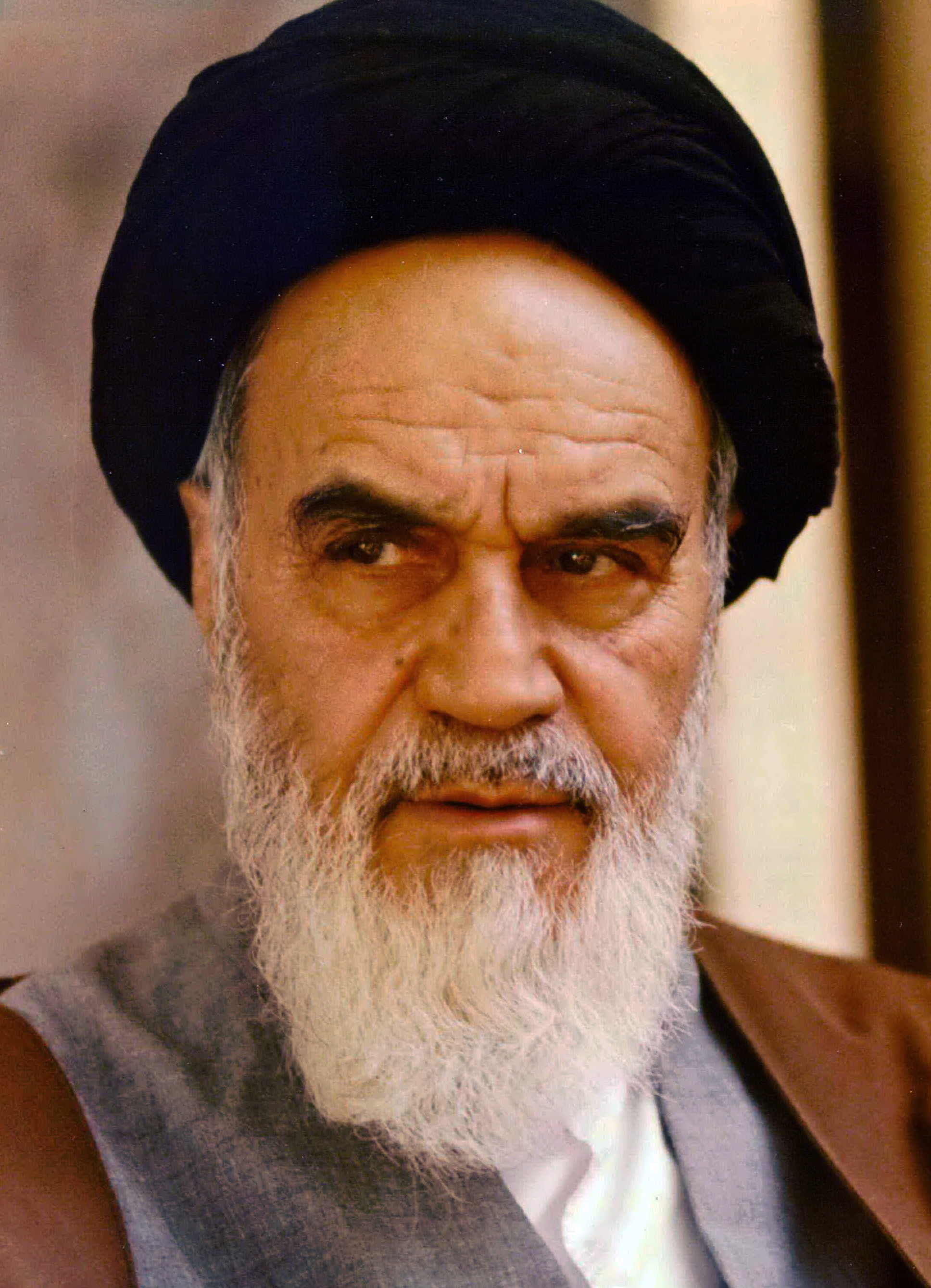
ルーホッラー・ホメイニー／6月3日没

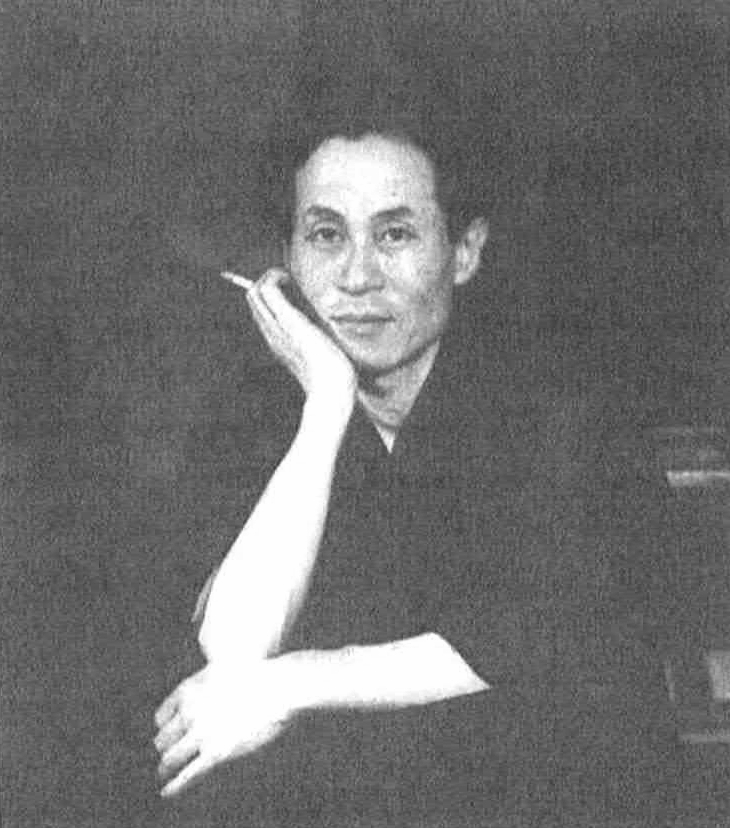
藤沢桓夫／6月12日没

- 6月1日 - アウレリオ・ランプレディ、レーシングカーエンジン設計者（* 1917年）
- 6月2日 - 渡辺岳夫、作曲家（* 1933年）
- 6月3日 - ルーホッラー・ホメイニー、イラン最高指導者（* 1900年?）
- 6月9日 - 大塚国夫、俳優、声優（* 1933年）
- 6月12日 - 藤沢桓夫、小説家（* 1904年）
- 6月14日 - 森はな、教育者・児童文学作家（* 1909年）

## （16日 - 30日）

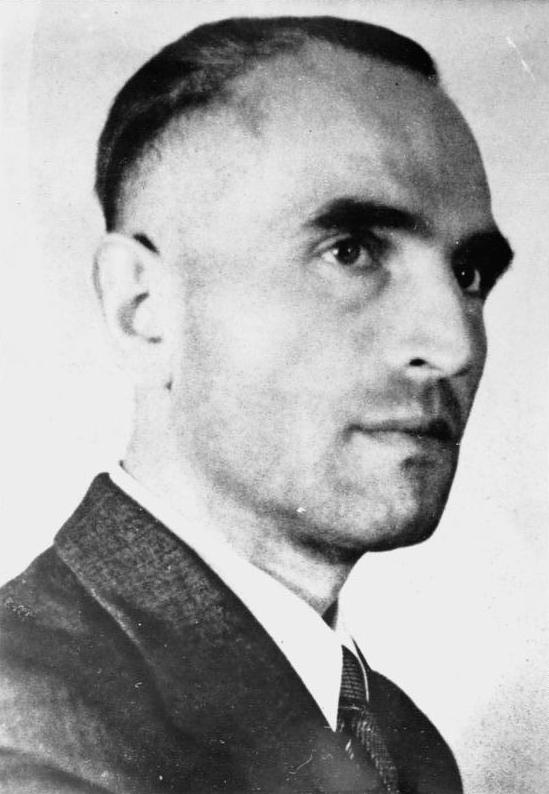
ヴェルナー・ベスト／6月23日没

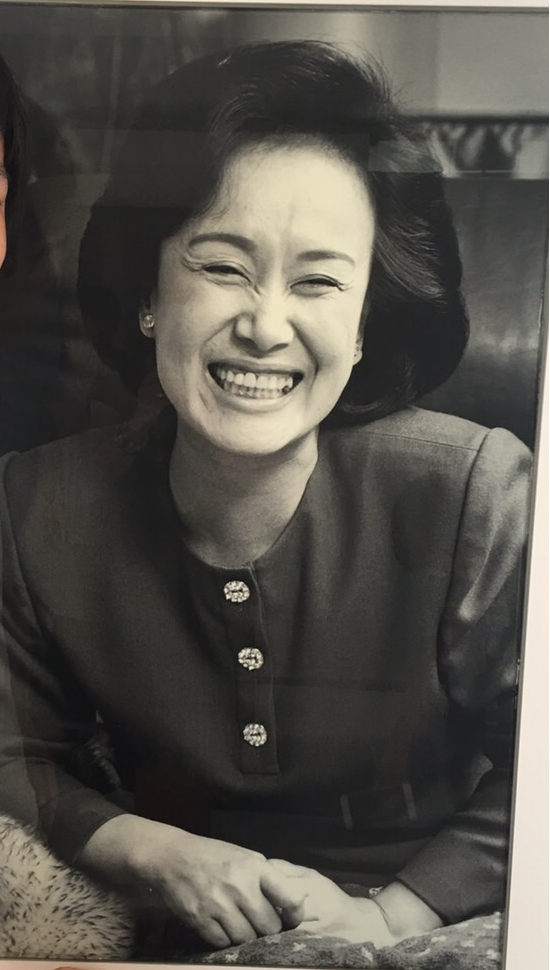
美空ひばり／6月24日没

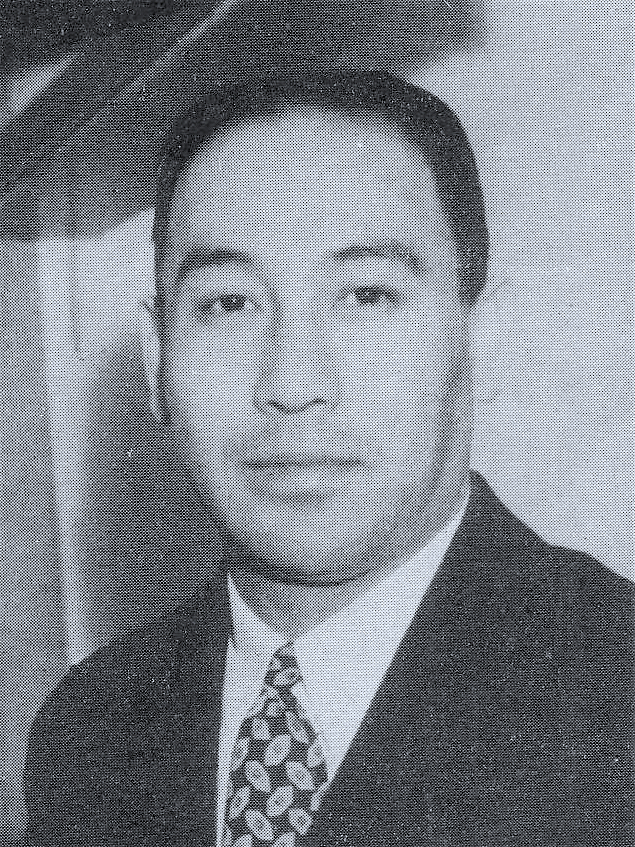
二代目尾上松緑／6月25日没

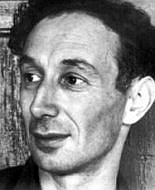
アルフレッド・エイヤー／6月27日没

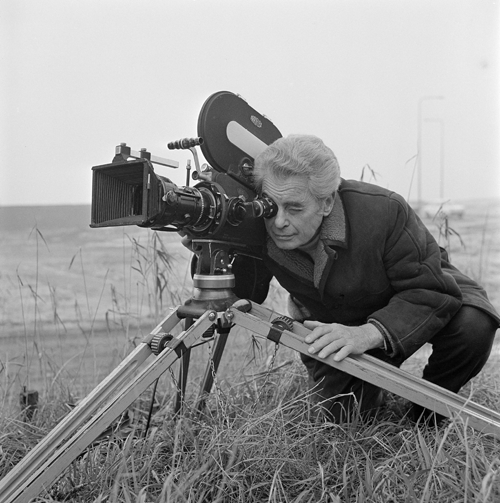
ヨリス・イヴェンス／6月28日没

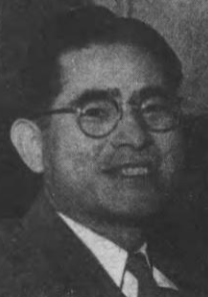
下村治／6月29日没

- 6月17日 - 平澤興、医学者・京都大学第16代総長（* 1900年）
- 6月17日 - 上野益三、昆虫学者、陸水学者（* 1900年）
- 6月17日 - 溝口泰男、タレント、司会者、ジャーナリスト（* 1939年）
- 6月22日 - アンリ・ソーゲ、作曲家（* 1901年）
- 6月23日 - ヴェルナー・ベスト、ナチス・ドイツの法学者、デンマーク総督（* 1903年）
- 6月24日 - 美空ひばり[1]、歌手、女優（* 1937年）
- 6月25日 - 二代目尾上松緑、歌舞伎役者（* 1913年）
- 6月27日 - アルフレッド・エイヤー、哲学者（* 1910年）
- 6月28日 - ヨリス・イヴェンス、映画監督（* 1898年）
- 6月29日 - 下村治、経済学者（* 1910年）